# Mathieusche Differentialgleichung
Als Mathieusche Differentialgleichung wird eine spezielle lineare gewöhnliche Differentialgleichung zweiter Ordnung bezeichnet. Die DGL ist nach dem Mathematiker Émile Léonard Mathieu benannt und ist ein Spezialfall der Hillschen Differentialgleichung mit der Parameterfunktion
{\displaystyle q(x)=q_{o}+\Delta q\cdot \cos(x)}
Lösungen der Mathieuschen Differentialgleichung – meist in Normalform bzw. der unten angegebenen alternativen Darstellung – werden als Mathieu-Funktionen bezeichnet.

## Normalform
Die Gleichung wird in der Literatur in unterschiedlicher Form dargestellt. Eine als Normalform bezeichnete Gleichung hat die Gestalt
{\displaystyle y''(x)+[\lambda +\gamma \cos(x)]\cdot y(x)=0.}
Ist {\displaystyle x} eine Funktion der Zeit
{\displaystyle x\;{\stackrel {!}{=}}\;x(t)=\Omega \cdot t}
so stehen die Abkürzungen {\displaystyle \lambda } und {\displaystyle \gamma } für
{\displaystyle \lambda =q_{0}/\Omega ^{2}\;;\;\gamma =\Delta q/\Omega ^{2}}

## Alternative Darstellung
Die DGL wird unter anderem auch folgendermaßen angegeben
{\displaystyle \ y''(x)+[a-2q\cos(2x)]\cdot y(x)=0}
oder
{\displaystyle \ {\ddot {x}}(t)+\omega _{0}^{2}[1+h\cos(\Omega t)]\cdot x(t)=0.}

## Lösungseigenschaften
Die Mathieusche Differentialgleichung lässt sich als lineares Differentialgleichungssystem erster Ordnung mit zwei Gleichungen darstellen:
{\displaystyle {\begin{pmatrix}0&1\\\lambda +\gamma \cos(x)&0\\\end{pmatrix}}{\begin{pmatrix}u(x)\\v(x)\\\end{pmatrix}}={\begin{pmatrix}u(x)\\v(x)\\\end{pmatrix}}'}
Die Koeffizientenmatrix ist hier {\displaystyle 2\pi }-periodisch. Nach dem Satz von Floquet
lässt sich die Fundamentalmatrix beschreiben als
{\displaystyle \Phi (x)=P(x)\exp(xR)}
Dabei ist {\displaystyle R\in \mathbb {C} ^{2\times 2}} und {\displaystyle P:\mathbb {R} \rightarrow GL(m;\mathbb {C} )}
ebenfalls {\displaystyle 2\pi }-periodisch. Durch die Berechnung der jordanschen Normalform
der Matrix {\displaystyle R} ergeben sich zwei Fälle:
1. {\displaystyle R} hat zwei verschiedene (komplexe) Eigenwerte {\displaystyle \gamma _{1}\neq \gamma _{2}}: In diesem Fall sind die Lösungen von der Form {\displaystyle e^{\gamma _{1}x}\phi _{1}(x)} und {\displaystyle e^{\gamma _{2}x}\phi _{2}(x)}, wobei {\displaystyle \phi _{1},\phi _{2}} jeweils {\displaystyle 2\pi }-periodisch sind.
2. {\displaystyle R} hat einen einzigen Eigenwert {\displaystyle \gamma }: Hier sind die Lösungen von der Gestalt {\displaystyle e^{\gamma x}\phi (x)} und {\displaystyle xe^{\gamma x}\phi (x)} mit einer {\displaystyle 2\pi }-periodischen Funktion {\displaystyle \phi }.